# KOOL KIZZ
『KOOL KIZZ』（クール・キッズ）は、日本のロックバンド・ZIGGYの4枚目のオリジナル・アルバム。徳間ジャパンコミュニケーションズより発売。

## 概要
- バンド初となるオリコンチャート1位を獲得した作品である。ファンの間では最高傑作と呼ばれる事もあり、今でもライブで頻繁に演奏されるナンバーが多い。
- 作曲は森重樹一と戸城憲夫が6曲ずつ担当している。
- 「DON'T STOP BELIEVING」は映画『遥かなる甲子園』の主題歌に起用され、『ミュージックステーション』など多くの音楽番組で披露した。ライブでも頻繁に演奏されるZIGGYの代表曲である。

## 収録曲
| 全作詞: 森重樹一。 |                                                        |           |          |      |
| #                  | タイトル                                               | 作詞      | 作曲     | 時間 |
| 1.                 | 「WHISKY, R&R AND WOMEN」                              | 森重樹一  | 森重樹一 | 3:40 |
| 2.                 | 「WASTED YOUTH」                                       | 森重樹一  | 戸城憲夫 | 3:42 |
| 3.                 | 「PASSION REDのお前を抱いて」                          | 森重樹一  | 森重樹一 | 3:18 |
| 4.                 | 「TOO LAZY TO BE GOOD,TOO SERIOUS TO BE WILD」         | 森重樹一  | 戸城憲夫 | 4:00 |
| 5.                 | 「I WANT YOU TO KISS ME ALL NIGHT LONG」               | 森重樹一  | 森重樹一 | 5:17 |
| 6.                 | 「DON'T STOP BELIEVING」(映画『遥かなる甲子園』主題歌) | 森重樹一  | 森重樹一 | 4:01 |
| 7.                 | 「928」                                                | 森重樹一  | 戸城憲夫 | 4:00 |
| 8.                 | 「MAYBE I'M A FOOL」                                   | 森重樹一  | 森重樹一 | 4:26 |
| 9.                 | 「NERVOUS BREAKDOWN」                                  | 森重樹一  | 戸城憲夫 | 3:13 |
| 10.                | 「DRIVE ME WILD」                                      | 森重樹一  | 戸城憲夫 | 4:09 |
| 11.                | 「I'M JUST A ROCK'N ROLLER」                           | 森重樹一  | 戸城憲夫 | 3:48 |
| 12.                | 「DON'T YOU LEAVE ME ALONE」                           | 森重樹一  | 森重樹一 | 6:48 |
| 合計時間:          | 合計時間:                                              | 合計時間: | 50:22    |      |